# Ein Fall für dich und das Tiger-Team
Ein Fall für dich und das Tiger-Team ist eine Krimiserie für junge Leser (ab 8 Jahre) des österreichischen Autors Thomas Brezina. Sie erscheint bei der Vertriebsmarke der Egmont Verlagsgesellschaften Schneiderbuch. Die Bücher sind schon in vielen Ländern erschienen; am erfolgreichsten sollen sie in China und in Deutschland sein.

## Die Bücher
Der Leser muss in den Büchern selbst mitraten. Dazu gibt es detailgenaue Bilder, auf denen es einzelne Gegenstände zu finden gilt (beispielsweise eine Pistole in einem sehr unordentlichen Zimmer, die dem Leser und dem Tiger-Team beweist, dass der Bewohner des Zimmers gelogen hat, als er sagte, er besäße keine Waffe).
Die Serie ist sehr phantastisch geschrieben. Meist spielen (künstlich erzeugte) Monster und Gespenster eine Rolle und die einzelnen Abenteuer tragen Namen wie Die Monster-Safari oder Die Krallenhand.
Die Mitglieder des Tiger-Teams sind Biggi (für Birgit Borge), Luk (Lukas) und Patrick. Diese drei (11 bis 12 Jahre alten) Kinder haben „tolle“ Eigenschaften, so ist Patrick z. B. besonders sportlich, Biggi eine Geistesarbeiterin und Lukas der Einstein der Bande. Er besitzt eine Spezialtasche, in der sich neben einem Palmtop diverse nützliche Dinge finden. Das Palmtop wurde von Lukas selbst zu dem gemacht, was es heute ist. So kann es beispielsweise fremdsprachige Texte ins Deutsche übersetzen und hat ein integriertes Lexikon. Dieses Palmtop verrät dem Leser am Ende eines Kapitels auch die Lösung, indem man eine Spezialfolie auflegt.
Für die Leser wurde als Unterhaltung auch die „Spezialtasche“ – ein buntes Kuvert – ins Buch geklebt, in dem sie allerlei nützliche Informationen finden, um den Fall zu lösen.
Es gibt auch Sonderbände mit besonders schwierigen Fällen; sie heißen je nach Schwierigkeitsgrad und Umfang Ein Superfall oder Ein Mega-Superfall für dich und das Tiger-Team.

### Alle bisher erschienenen Bücher
1. Im Donner-Tempel (1995) / Im Donnertempel (Titel von späterer Ausgabe)
2. Der Pferde-Poltergeist (1995)
3. Das Geisterflugzeug (1995)
4. Die Ritter-Robots (1995)
5. An der Knochenküste (1995)
6. Der Fluch des Pharaos (1995) / Der Fluch des Pharao
7. Der Albtraum-Helikopter (1995)
8. Unsichtbare Ungeheuer (1995)
9. Der Teufels-Dampfer (1996) / Der Teufelsdampfer
10. Die Monster-Safari (1996)
11. Die Gruselgondel (1996)
12. Der Totenkopf-Helm (1996)
13. Lichter im Hexenmoor (1997)
14. Das Mumienauto (1997)
15. Die Krallenhand (1997)
16. Das vergessene Verlies (1998)
17. Piraten aus dem Weltraum (1998) / Piraten aus dem Weltall
18. Feuerauge – streng geheim! (1998)
19. Der Reiter ohne Gesicht (1998)
20. Das Geheimnis der Grauen Villa (1999)
21. Das Phantom auf dem Fußballplatz (1999)
22. Die Feuer speiende Maske (1999)
23. Verschwörung am Höllenstein (1999)
24. Die Nacht der Ninjas (2000)
25. Die Internet-Banditen (2000)
26. Der Saurier-Friedhof (2000)
27. Geheimauftrag für einen Vampir (2000)
28. Der Geist im Klassenzimmer (2001)
29. Das Schwert des Samurai (2001)
30. Im Palast der silbernen Panther (2001)
31. Schatzjagd am Biberfluss (2001)
32. Die Festung der Haie (2002)
33. Das verbotene Labor (2002)
34. Das Drachentattoo (2003)
35. Das unheimliche Foto (2004)
36. Die weiße Frau (2004)
37. Das Piraten-Logbuch (2005)
38. Die Stunde des Hexenmeisters (2006)
39. Die Insel der Geistergorillas (2006)
40. Geheimtreff Schule – Mitternacht (2007)
41. Der Goldschatz des Gladiators (2007)
42. Der Sportstar aus dem Monsterreich (2008)
43. Der Dämon aus der Wunderlampe (2008) / Der Dämon in der Wunderlampe
44. Der Schlangenfisch (2009)
45. Das Gift des roten Leguans (2010)
46. Der Leuchtturm auf den Geisterklippen (2011)
47. Der kleine Gruselladen (2011)
48. Der Ruf der Goldeule (2012)
49. Die Wüste des Schwarzen Riesen (2012)
50. Das Buch aus Atlantis (2013)

Sammelbände
- Sammelband 1 (enthält Buch 1 bis 3)
- Sammelband 2 (enthält Buch 4 bis 6)
- Sammelband 3 (enthält Buch 7 bis 9)
- Sammelband 4 (enthält Buch 10 bis 12)
- Sammelband 5 (enthält Buch 13 bis 15)
- Sammelband 6 (enthält Buch 16 bis 18)
- Sammelband 7 (enthält Buch 19 bis 21)
- Sammelband 8 (enthält Buch 22 bis 24)

Jubiläumsband, 1. Fall
- Das Geheimnis des Sir Scorpion

Spezialbände
- Der giftgrüne Skorpion
- Das Gold des Basilisken (Sonderausgabe zum Wien-Detektiv-Spiel 2004)
- Der Schatz des lieben Augustin (Sonderausgabe zum Wien-Detektiv-Spiel 2005)
- Die Geisterraben von Cliftonville
- Meine Tiger-Team Freunde
- Heiße Detektiv-Tipps vom Tiger-Team

Ein Superfall für dich und das Tiger-Team
1. Der Schreckensplan des Dr. Gift
2. Notruf von der Schlangeninsel
3. Schreie aus dem Geisterhaus
4. In den Händen der Grabräuber
5. Gefangen in der Steinzeit
6. Die Gruft des Außerirdischen
7. Wohin verschwand die 6a
8. Jagd nach dem unsichtbaren Dieb
9. Der Koffer des Geheimagenten
10. Der Berg der 1000 Drachen

Ein Mega-Superfall für dich und das Tiger-Team
- Vorsicht vor dem Magier

Ein …fall für dich und das Tiger-Team
- Computer… – Das Wahnsinnsspiel
- Cowboy… – In der Schlucht der Banditen
- Delfin… – Wer bedroht Willi Wu?
- Ferien… – Der Zeltlager-Schreck
- Feuerwehr… – Der Mann mit dem Affenkopf
- Fußball… – Der Karate-Kicker
- Hai… – Der verschwundene Forscher
- Höhlen… – Das Mammut im Eis
- Hunde… – Der Millionen-Mischling
- Katzen… – Das Geheimnis der Glückskatze
- Mumien… – Der entführte Pharao
- Piraten… – Der Schatz in der schwarzen Festung
- Pony… – Der Ritt durch das Geistermoor
- Ritter… – Die Rüstung des Drachentöters
- Rummelplatz… – Der Vampir aus der Geisterbahn
- Saurier… – Die Insel des T-Rex
- Schul… – Rätsel um das Schul-Skelett
- Spuk… – Das Geheimbuch für Gespenster-Jäger
- Tiefsee… – Die Suche nach dem Teufelsfisch
- Ufo… – Das Amulett des Außerirdischen
- Umwelt… – Das Geheimnis der grünen Kanister
- Vulkan… – Der Feuerdrache
- Zirkus… – Der Geister-Clown
- Zoo… – Die Nacht der unsichtbaren Tiere

## Computerspiele
Weiter gibt es noch drei Computerspiele von der Firma Terzio mit dem Tiger-Team, bei denen Geschick, Logik und Kombinationsfähigkeit gefragt sind: Das Geheimnis der goldenen Mumie, Die Geisterfahrt der Schwarzen Berta und Alarm in der Kaugummi-Fabrik.

## Alle bisher erschienenen Hörspiele
- Auf heißer Spur (Einführungsfolge)

1. Im Donnertempel
2. Das Geisterflugzeug
3. Lichter im Hexenmoor
4. Der Fluch des Pharaos
5. Unsichtbare Ungeheuer
6. Die Gruselgondel
7. Die Monster-Safari
8. Der Alptraum-Helikopter
9. An der Knochenküste
10. Der Teufelsdampfer
11. Der Totenkopfhelm
12. Die Ritter-Robots
13. Der Pferde-Poltergeist
14. Das Mumienauto
15. Die Krallenhand
16. Das vergessene Verlies
17. Piraten aus dem Weltraum
18. Der Reiter ohne Gesicht
19. Verschwörung am Höllenstein
20. Das Geheimnis der grauen Villa

## Wien-Detektivspiel der Stadt Wien
Ein Sonderprojekt der Stadt Wien im Zusammenhang mit der Buchserie war das Wien-Detektiv-Spiel, das in den Jahren 2004 und 2005 stattgefunden hat. Die jungen Leser konnten mithilfe eines Gratisbuchs Wien kennenlernen und dabei im Buch selber ein Codewort errätseln. Mit diesem Codewort konnte man sich im Internet registrieren und Preise gewinnen.

## Film
Am 6. Mai 2010 hatte der Abenteuerfilm Tiger-Team – Der Berg der 1000 Drachen Premiere, für den Brezina gemeinsam mit Regisseur Peter Gersina auch das Drehbuch schrieb. Laut den offiziellen Angaben im Abspann des Films basiert der Film auf Motiven der Buchreihe Ein Fall für dich und das Tiger-Team.